# لواء سيوف الحق
لواء سيوف الحق (سرايا سيوف الحق) هي مجموعة إرهابية قامت بخطف أربعة من الغربيين من نشطاء حركة سلام ضمن فريق Christian Peacemaker Teams (CPT) في العراق بتاريخ 26 نوفمبر 2005، وقتلت أحدهم، وهو توم فوكس، واحتجزت الثلاثة الآخرين حتى 22 مارس 2006، حين شنت قوات التحالف عملية اقتحام للمكان الذي كانوا محتجزين فيه، فيما يُعرف بـأزمة رهائن فريق المسيحيين للسلام.
كانت هذه المجموعة غير معروفة قبل هذا الخطف. ومع ذلك، ذكرت مجموعة سايت للاستخبارات، وهي منظمة بحثية أمريكية متخصصة في الإرهاب، أنها وجدت روابط بين سرايا سيوف الحق والجيش الإسلامي في العراق.

## أزمة الرهائن
في عام 2006، تم تحرير نشطاء CPT، باستثناء توم فوكس، الأمريكي الكويكر، الذي قُتل على يد خاطفي الرهائن. بالإضافة إلى توم فوكس، خُطف اثنان من الكنديين، هما جيمس لوني وHarmeet Singh Sooden، وبريطاني هو نورمان كيمبر. وقد شاركت في تحريرهم قوات النخبة الكندية JTF-2، وقوات SAS البريطانية، وعناصر من قوات العمليات الخاصة الأمريكية.[بحاجة لمصدر]

## روابط خارجية
- حرروا الرهائن الآن